# Cladoxylopsida
Cladoxylopsida é um grupo de plantas conhecidas apenas a partir de fósseis, que se julga serem ancestrais dos fetos e cavalinhas. A sua taxonomia é ainda incerta, sendo considerado como uma classe que inclui duas ordens, Cladoxylales e Hyeniales.
Possuíam um tronco central, ao cimo do qual estavam unidos vários ramos laterais. Os fósseis destas plantas foram datados como sendo dos períodos Devónico e Carbónico, sobretudo na forma de caules.
Fósseis intactos de Wattieza do Devónico Médio mostram que se tratava de uma árvore, a mais antiga identificada no registo fóssil até 2007.